# Kaab Ibn Zuhayr
Kaab ibn Zouhayr est un poète arabe du VIIe siècle, fils du grand poète arabe de l’époque préislamique et auteur de Mu'allaqat, Zuhayr Ibn Abî Sulmâ. il est né vers 609. 
Il se moqua d'abord dans ses œuvres de l'islam, mais il se convertit à la suite de la prise de La Mecque par les musulmans, et écrivit l'ode Baanat Souad, surnommée Qasidat al-Burda « poème du manteau », car après l'avoir entendue, le prophète lui aurait donné son manteau (burda). 
Cette ode ne doit pas être confondue avec l'autre Qasidat al-Burda de Bousiri.